# Stegidotea scabra
Stegidotea scabra är en kräftdjursart som beskrevs av Gary C.B. Poore 1985. Stegidotea scabra ingår i släktet Stegidotea och familjen Chaetiliidae. Inga underarter finns listade i Catalogue of Life.